# Kapverdesångare

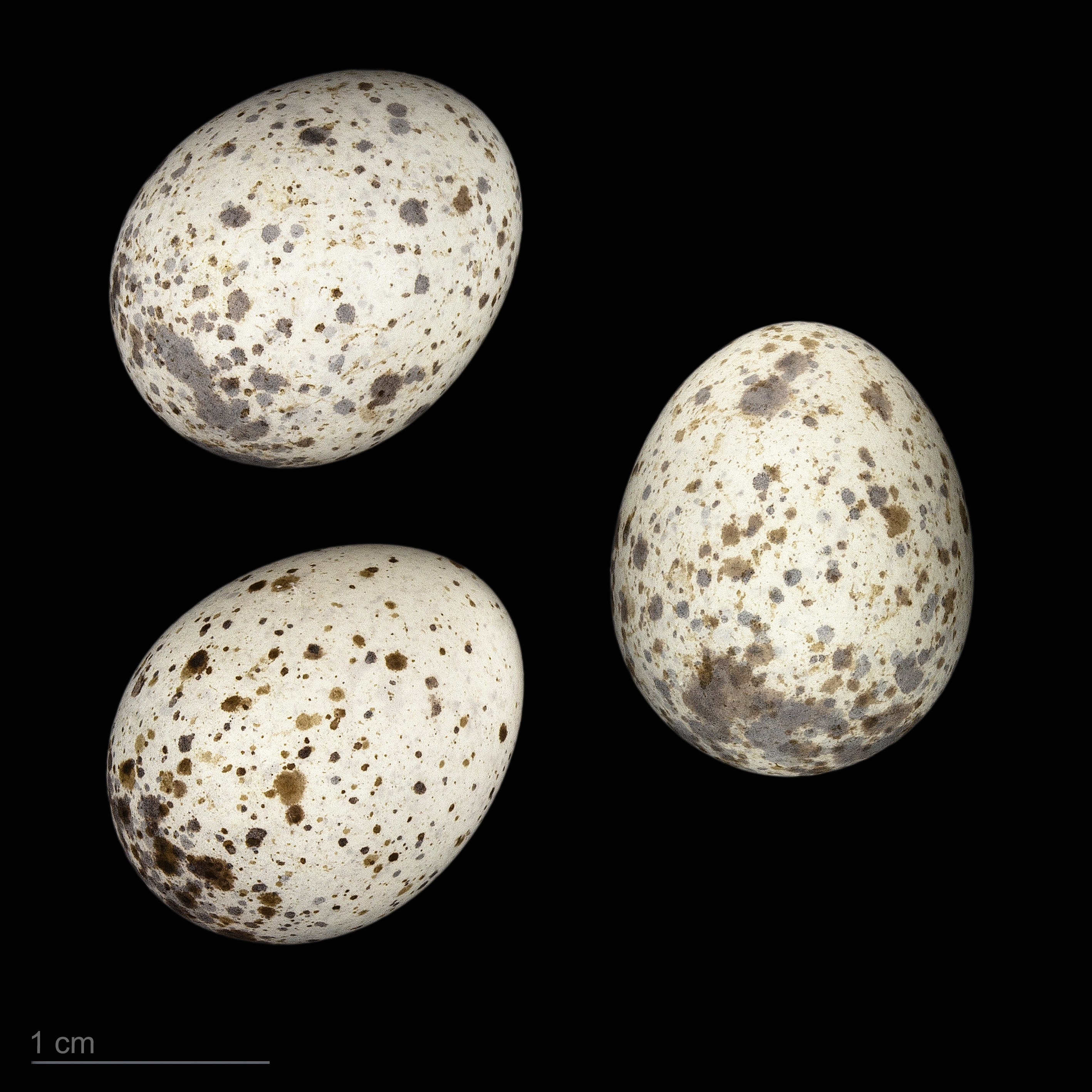
Acrocephalus brevipennis

Kapverdesångare (Acrocephalus brevipennis) är en fågel i familjen rörsångare inom ordningen tättingar, enbart förekommande i ögruppen Kap Verdeöarna utanför Västafrika.

## Utseende och läte
Kapverdesångaren är en medelstor rörsångare med en kroppslängd på 14-16 centimeter. Ovansidan är gråbrun med varmt beige buk och flanker samt gräddfärgad på strupe och bröst. Näbben är lång och spetsig, ben och tår svarta. Könen är lika. Sången som hörs året runt men mest intensivt mellan augusti och november är ljudlig och explosiv med klara visslingar och knarrningar.

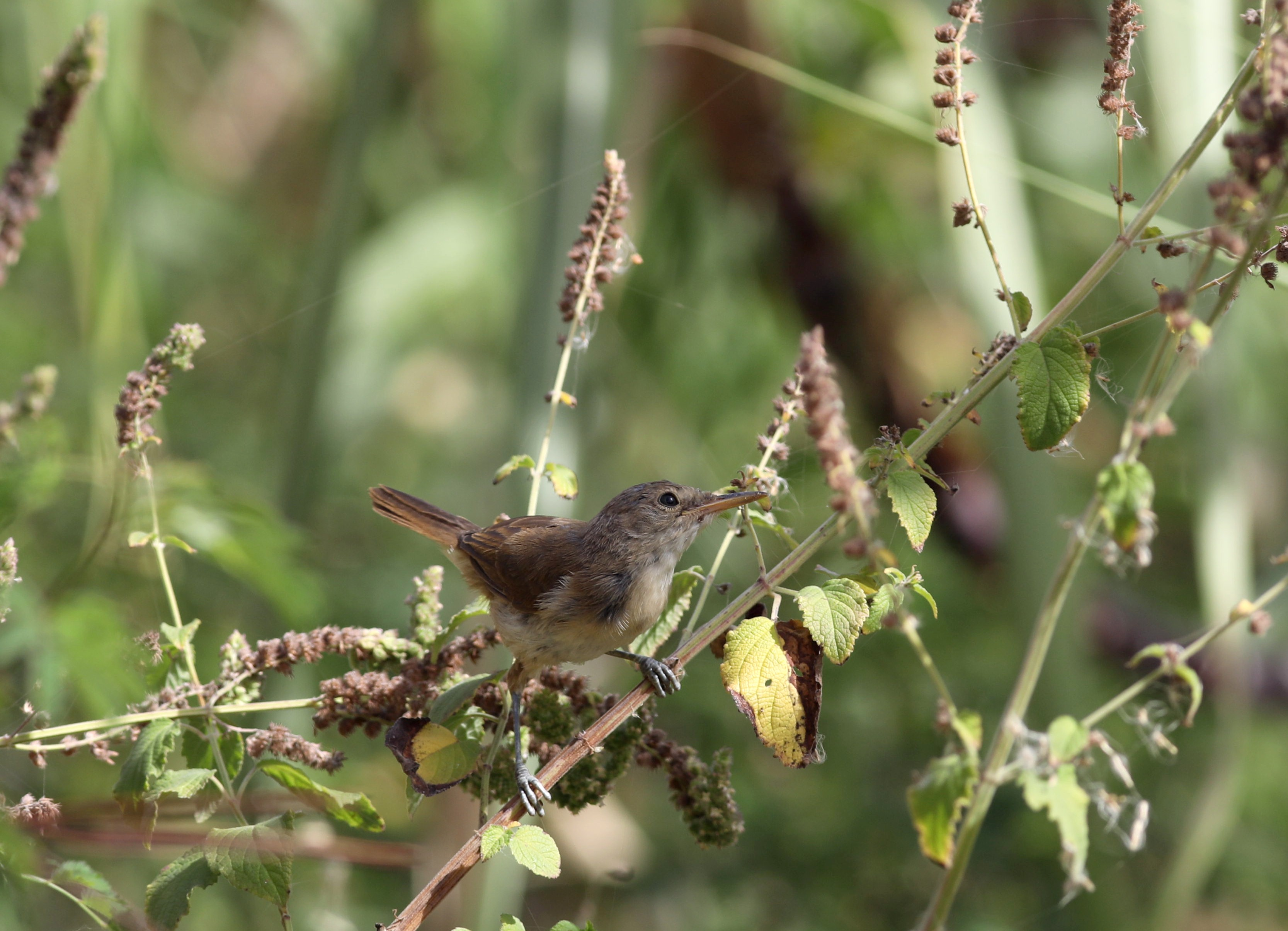

## Utbredning och systematik
Fågeln finns enbart i ögruppen Kap Verde-öarna. Där ansågs den vara begränsad till enbart ön Santiago. Den var sannolikt utdöd på Brava (inga fynd sedan 1969) och troddes vara utdöd även på São Nicolau där den tidigare var vanligt förekommande. Dock hittades ett exemplar insamlat på São Nicolau i oktober 1970 i samlingarna i Centro de Zoologia, Lissabon, vilket föranledde en genomsökning av ön. 1998 hittades till slut åtta revir på den nordvästra delen av ön. I oktober 2004 hittades även en population på Fogo, som anses bestå av hela 500 par. Den kan även ha förekommit på Santo Antão. Nyligen gjordes också ett fynd på Santiago långt norr om artens kända utbredningsområde.

### Familjetillhörighet
Rörsångarna behandlades tidigare som en del av den stora familjen sångare (Sylviidae). Genetiska studier har dock visat att sångarna inte är varandras närmaste släktingar. Istället är de en del av en klad som även omfattar timalior, lärkor, bulbyler, stjärtmesar och svalor. Idag delas därför Sylviidae upp i ett flertal familjer, däribland Acrocephalidae.

## Levnadssätt
Arten höll ursprungligen troligen till i buskmarker på bergsluttningar och i vassbälten i dalarna. Nu hittas den i flera olika typer av miljöer upp till 1384 meters höjd, som vegetationsrika dalar, vassbälten, skogslandskap, jordbruksområden och trädgårdar, framför allt nära rinnande vatten, samt till och med eukalyptusodlingar. På São Nicolau ses den i små stånd av Arundo donax utmed torra flodbäddar, medan den på Fogo hittas i kaffeplantage med spridda fruktträd och trånga, buskiga raviner på 490–950 meters höjd med majsodlingar och kaffebuskar. Arten häckar från augusti till november, men kan förlängas beroende på nederbörd.

## Status och hot
Arten har ett mycket begränsat utbredningsområde och tros vara hotad av befolkningsökning och torka, och populationsutvecklingen är osäker. Arten har dock visat sig kunna anpassa sig till nya levnadsmiljöer. Fram till 2017 kategoriserade internationella naturvårdsunionen IUCN den som starkt hotad, men i och med att en ny och relativt stor population upptäckts på Fogo anses den nu vara både vanligare och mindre hotad än man tidigare trott, varför den nu nedgraderats till hotkategorin sårbar. Världspopulationen uppskattas till 1500-2000 vuxna individer.